# Alain Laboile

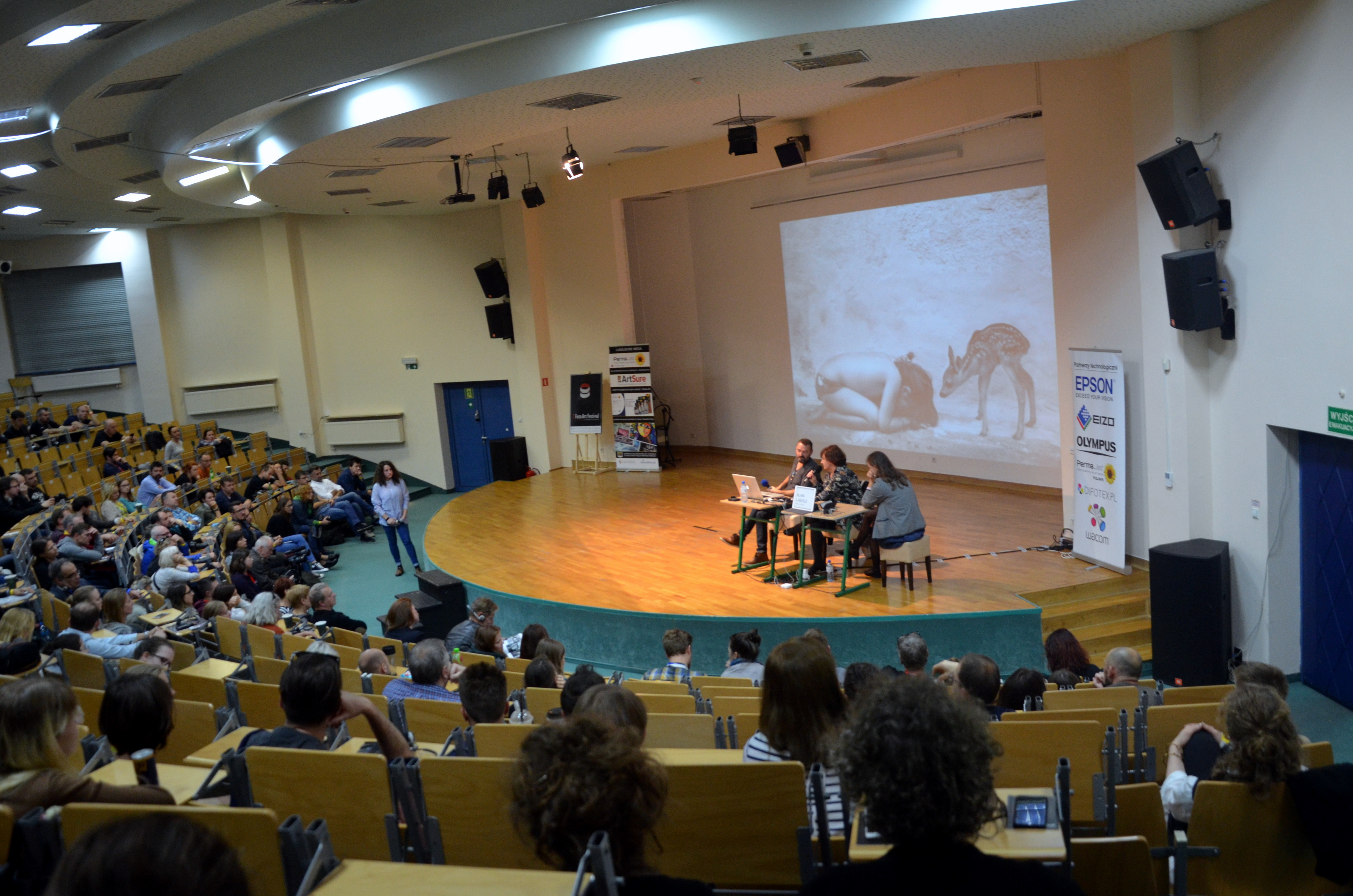
Alain Laboile přednáší o své tvorbě, 2017

Alain Laboile (* 1. května 1968 ve francouzském Bordeaux) je francouzský fotograf známý svými černobílými rodinnými fotografiemi.

## Životopis
Alain Laboile, povoláním sochař, se s fotografií seznámil počátkem roku 2000 a fotografoval hmyz. Své první snímky sdílel na specializovaném fóru Planet Powershot a techniku objevoval prostřednictvím kritických diskusí s uživateli internetu.
Otec rodiny, poté rychle nasměroval fotoaparát na svých šest dětí : Eliott, Olyana, Luna, Merlin, Duna a Nil. Alain Laboile pracuje doma, ve svém domě v srdci Bordeaux, kde žije se svou manželkou Annou a svými dětmi. Jeho hlavním předmětem se pak stává každodenní dokumentace jejich rodinného života.

## Publikační činnost
V listopadu 2010 poprvé publikoval ve francouzském časopise Compétence photo (Compétence Photo č. 3, Petits secrets de composition). O dva roky později byly jeho snímky publikovány ve francouzském časopise fotožurnalistiky 6Mois (Jeux de mains, jeux de lutins) poté na fotoblogu New York Times. Jeho seriál je také předmětem první knihy En attendant le facteur ve společnosti KnowWare éditions v roce 2012.
Od roku 2013 byly jeho fotografie vystavovány v japonském Tokiu, v indickém Dillí a v Santa Monice ve Spojených státech, ale také ve Francii, Rakousku, Rusku, Mexiku, Kambodži, Brazílii, Nizozemsku
Byly publikovány v limitované edici v galerii Vevais, v edicích Bessard, nizozemským vydavatelem Duncan Meeder nebo také v německém vydavatelství Kehrer Verlag.
Jeho dílo dnes představuje galerie 29 ARTS IN PROGRESS v Miláně.
Ve Francii je jeho cyklus Rodina součástí stálé sbírky Francouzského muzea fotografie v Bièvres.

## Publikace
- Petits secrets de composition, Compétence photo, n° 19, listopad 2010[3]
- Victoria Scoffier, Jeux de mains, jeux de lutin, 6MOIS, n° 4, září 2012[4]
- Kerri MacDonald, Capturing a Childhood Idyll in France, prosinec 2012[2]
- En attendant le facteur, KnowWare éditions[7]
- At the edge of the world, Kehrer Verlag[8]
- Under the Monochrom rainbow, Duncan Meeder[9]

## Výstavy
- 2013, Výstava v Dnj Gallery, Santa Monica, USA[10].
- 2013, Výstava na Delhi photo festival, Nové Dillí, Indie[11].
- 2013, Samostatná výstava v Jiro Miura Gallery, Tokyo, Japonsko[12].
- 2014, Společná výstava, „Aux frontières de l'intime“, Musée français de la photographie, Bièvres[13].
- 2014, Samostatná výstava v Kunstnetzwerk Gallery, Vídeň, Rakousko[14].
- 2015, Výstava v galerii Leica, São Paulo, Brazílie[15].